# Nhà máy điện hạt nhân Zaporizhzhia
Nhà máy điện hạt nhân Zaporizhzhia (tiếng Ukraina: Запорізька атомна електростанція, đã Latinh hoá: Zaporiz'ka atomna elektrostantsiya, tiếng Nga: Запорожская атомная электростанция, đã Latinh hoá: Zaporozhskaya atomanaya elektrostantsiya) ở đông nam Ukraina là nhà máy điện hạt nhân lớn nhất ở Châu Âu và trong số 10 nhà máy lớn nhất trên thế giới. Nó được Liên Xô xây dựng gần thành phố Enerhodar, trên bờ phía nam của Kakhovka Reservoir trên sông Dniepr. Nó được điều hành bởi Energoatom, người cũng vận hành ba nhà máy điện hạt nhân khác của Ukraine.
Nhà máy có sáu lò phản ứng hạt nhân nước nhẹ có áp VVER-1000, mỗi lò được cung cấp nhiên liệu 235U (LEU) và phát 950 MWe, với tổng công suất 5700 MWe. Năm lò đầu tiên liên tiếp được vận hành từ năm 1985 đến 1989, và cái thứ sáu được bổ sung vào năm 1995. Nhà máy sản xuất gần một nửa lượng điện của đất nước có nguồn gốc từ năng lượng hạt nhân, và hơn một phần năm tổng số sản lượng điện được tạo ra ở Ukraina. Nhà máy nhiệt điện Zaporizhzhia ở gần đó.
Vào ngày 4 tháng 3 năm 2022, cả hai nhà máy nhiệt điện và hạt nhân đều bị lực lượng Nga đánh chiếm trong trận Enerhodar của Nga xâm lược Ukraina 2022. Tính đến  ngày 12 tháng 3 năm 2022 nhà máy được cho là do công ty Nga kiểm soát Rosatom. Nhà máy tiếp tục được vận hành bởi các nhân viên Ukraine, dưới sự kiểm soát của Nga, cho đến ngày 11 tháng 9 năm 2022, khi lò phản ứng thứ sáu bị ngắt kết nối.